# Zacarias Kamwenho
Zacarias Kamwenho (Chimbumbu, Bailundo, 5 de setembro de 1934) é um religioso católico angolano, arcebispo-emérito de Lubango e activista da Paz. Ele teve um papel relevante no processo de paz que conduziu ao fim da guerra civil de Angola, sendo Presidente da Comissão Episcopal de Justiça e Paz da Conferência Episcopal de Angola e São Tomé (CEAST).

## Biografia
Foi ordenado presbítero a 9 de julho de 1961 e, desde logo, nomeado professor na Missão da Bela Vista, no Huambo, função exercida durante oito anos. Foi nomeado vice-reitor da instituição em 1970. Posteriormente foi nomeado reitor do Seminário Maior do Cristo-Rei do Huambo, acumulando a função de vigário-geral da Diocese do Huambo a 26 de agosto de 1974.
Foi nomeado bispo auxiliar de Luanda a 23 de novembro de 1974, altura em que recebeu a ordenação episcopal. A 10 de agosto de 1975 foi promovido a bispo titular e residencial de Sumbe, assumindo a Diocese de Sumbe. A 12 de novembro de 1995 foi colocado como arcebispo coadjutor com direito a sucessão na Arquidiocese de Lubango, tendo, a 15 de janeiro de 1997, sido nomeado titular da mesma arquidiocese pelo Papa João Paulo II, assumindo as funções em Lubango a 2 de fevereiro de 1997.
A 6 de setembro de 2009, após ter completado 75 anos de idade, recebeu o título de Arcebispo-emérito de Lubango, sendo o seu sucessor na Arquidiocese de Lubango, Dom Gabriel Mbilingi.

## Prémios
Em 2001 foi um dos laureados com o Prémio Sakharov para a Liberdade de Pensamento, atribuído também a Nurit Peled-Elhanan (Israel) e a Izzat Ghazzawi (Palestina). Foi o primeiro eclesiástico, o segundo laureado de expressão portuguesa, depois de Xanana Gusmão, e o segundo africano, depois de Nelson Mandela, a receber o Prémio Sakharov.